# Венгерская крона
Венгерская крона (венг. Magyar korona) — денежная единица Венгрии в период с 1919 года по 31 декабря 1926 года. Первоначально обращалась параллельно с австро-венгерской кроной (в соотношении 1:1), которую окончательно сменила в марте 1920 года. Обесценившись в результате инфляции, с 1 января 1927 года заменена на пенгё.
1 крона = 100 филлерам (венг. fillér).

## История

### До распада Австро-Венгрии
С 1892 года в Венгрии, как и в других землях Австро-Венгерской империи, вместо гульдена введена новая денежная единица — австро-венгерская крона. В 1878 году вместо Австрийского национального банка был создан новый эмиссионный центр — Австро-Венгерский банк. В соответствии с австро-венгерским соглашением 1867 года финансовая система Австро-Венгрии относилась к «общим делам», находящимся в имперской компетенции. Монеты с легендой на венгерском языке, чеканившиеся на монетном дворе в Кёрмёцбанья (ныне — город Кремница в Словакии), являлись законным платёжным средством наравне с монетами австрийского типа, которые выпускались на монетном дворе в Вене.
В составе империи Венгрия играла роль аграрного придатка, поставщика дешёвого сырья и рынка сбыта австрийских промышленных изделий. Около 80 % торговли Венгрии до Первой мировой войны приходилось на Австрию, причём вывозилась преимущественно сельскохозяйственная продукция, а ввозились промышленные изделия. В конце XIX — начале XX века, однако, происходил также рост крупной промышленности и её концентрация. В 1899 году 8 каменноугольных предприятий обеспечивали 83,4 % добычи угля Венгрии, 4 предприятия — 86,8 % производства железной руды, 96,4 % — стали. В 1910 году на 4025 предприятиях, составлявших 2 % от общего числа предприятий Венгрии, производилось 75 % промышленной продукции Венгрии и было занято 45 % всех рабочих. В 1900 году пять крупнейших банковских групп Венгрии сосредоточили 47 % банковского капитала, к 1913 году их доля составляла уже более 57 %. В инвестировании иностранного капитала в Венгрию преобладали Австрия и Германия. Больше половины акций будапештских финансовых учреждений находились в руках иностранного капитала, прежде всего австрийского и немецкого. Вместе с тем значительную долю сохраняло кустарное производство. В 1910 году 49 % рабочих было занято на предприятиях с числом работающих менее 20. В промышленности было занято только 17 % населения. В сельском хозяйстве преобладало помещичье землевладение. В 1895 году 3977 землевладельцев, имевших более 1000 хольдов земли и составлявших 0,2 % от числа хозяйств, владели 32,1 % посевных площадей страны, а 460 000 крестьянских хозяйств, имевших менее 5 хольдов земли — 6,1 % посевных площадей. Земельная рента, получаемая помещиками, составляла не менее 15 % национального дохода.
В 1913 году, за год до начала Первой мировой войны, наметился спад деловой активности, сокращение инвестиций, рост безработицы. С началом войны резко возросли военные расходы, увеличившиеся до 70 млрд крон, из которых на долю Венгрии приходились 25 млрд крон. 28 декабря 1918 года в Венгрии были введены карточки на хлеб. Из общего числа мобилизованных в Австро-Венгрии за время войны (9 млн чел.) в Венгрии было мобилизовано 4 138 тыс. чел., из них отправлены на фронт 3 436 776 чел., около 2 млн чел. погибло, было ранено или взято в плен. Число убитых из числа мобилизованных в Венгрии было больше на 10 %, чем в Австрии. В 1918 году урожай пшеницы и ржи в Венгрии упал по сравнению с 1913 годом до 56 %.

### Венгерская Народная Республика

Будапешт, 31 октября 1918 года («революция астр»)

16 октября 1918 года был опубликован манифест императора Карла о преобразовании Австро-Венгрии в федерацию. На следующий день, 17 октября, парламент Венгрии расторг унию с Австрией. 31 октября в Венгрии началась «революция астр», премьер-министром Венгрии стал Михай Каройи. 5 ноября парламент объявил о низложении Карла с венгерского трона. 3 ноября Австро-Венгрия подписала в Падуе перемирие с Антантой. Так как Венгрия к моменту подписания перемирия уже расторгла унию с Австрией, многие члены венгерского правительства считали необходимым подписать новое перемирие, надеясь к тому же на смягчение его условий для Венгрии. Каройи, согласившись с этим требованием, заявил об отказе от условий Падуанского перемирия. Однако условия соглашения о перемирии с Антантой, подписанного 13 ноября в Белграде, были ещё тяжелее, чем условия Падуанского перемирия.
После распада Австро-Венгрии Австро-Венгерский банк, находившийся в совместном управлении Австрии и Венгрии, продолжал эмиссию австро-венгерской кроны, остававшейся общей валютой Австрии, Венгрии, Чехословакии, а также обращавшейся на территориях, вошедших в состав других стран. Банкноты продолжали печататься в Вене. Каройи удалось получить согласие Австро-Венгерского банка на изготовление банкнот в Венгрии, и 7 ноября 1918 года в Будапеште был начат выпуск банкнот в 200 крон.
16 ноября Каройи провозгласил Венгрию республикой и принял полномочия президента. Пытаясь сохранить Венгрию в довоенных границах, в конце 1918 года правительство вело переговоры с представителями Хорватии, Словакии и Трансильвании, убеждая их остаться в составе Венгрии. Переговоры закончились неудачно. Словакия объединилась с Чехией, южные славянские земли вошли в состав Королевства сербов, хорватов и словенцев. 1 декабря 1918 Румынский национальный совет Трансильвании проголосовал за присоединение к Румынии, в Трансильванию были введены румынские войска. К середине января 1919 года под контролем венгерского правительства находились, кроме территории, примерно соответствующей современной Венгрии, только часть Закарпатской Украины и западная Трансильвания.
Одной из важнейших проблем, которую должны были решить образовавшиеся после распада Австро-Венгрии новые государства, была стабилизация курса валюты и предотвращение её дальнейшего обесценивания. Инициативу исправить положение взяла на себя Чехословакия. В первую очередь её правительство потребовало от Австро-Венгерского банка прекратить выплаты по военным облигациям и кредитование правительств Австрии и Венгрии. Позже были проведены переговоры между Австро-Венгерским банком и новообразованными государствами, на которых было принято решение разрешить всем новым государствам самим назначать эмиссаров для контроля за эмиссией. Банк со своей стороны обязался не предоставлять займы без ведома всех эмиссаров. Однако банк скоро нарушил договорённости с правительствами новых государств, возобновив выплаты по облигациям и прокредитовав правительство Австрии. Потеряв доверие к банку, новые государства приступили к созданию национальных кредитно-денежных систем. В январе 1919 года в Хорватии, а в марте того же года — в Чехословакии было произведено штемпелевание банкнот. В марте 1919 года штемпелевание банкнот было проведено в Австрии.
21 марта 1919 года в Венгрии также планировалось произвести штемпелевание банкнот, однако политическая нестабильность не позволила приступить к формированию собственной кредитно-денежной системы одновременно с соседними странами.

### Венгерская Советская Республика

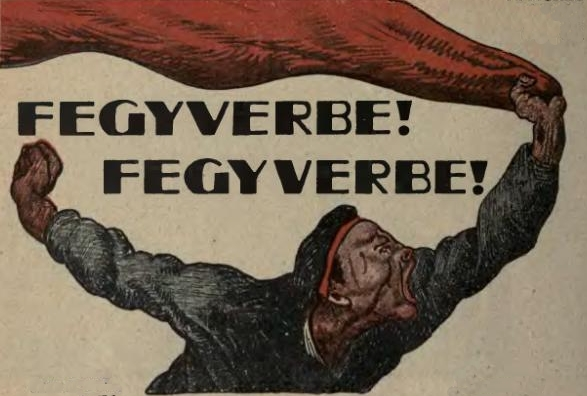
Плакат времён Советской республики

20 марта 1919 года представитель Антанты вручил Каройи ноту. Антанта требовала отвода венгерских и румынских войск от линии боевых действий на 50-80 километров, в нейтральную зону вводились войска Антанты. В случае отказа Антанта начинала военные действия против Венгрии. Принятие ноты вызвало бы протесты населения против оккупации венгерских территорий, отказ — войну с Антантой. 21 марта 1919 президент Каройи и его правительство ушли в отставку. Новое правительство возглавил Шандор Гарбаи, в тот же день была провозглашена Венгерская Советская Республика.
Используя подготовленные правительством Каройи типографские клише и запас бумаги, правительство Советской республики в апреле 1919 года продолжило начатый при правительстве Каройи выпуск банкнот Австро-Венгерского банка. Австрия, несмотря на согласие, полученное правительством Каройи, объявила этот выпуск (в том числе и выпуск правительства Каройи) незаконным.
Советским правительством была проведена национализация промышленных и торговых предприятий, банков, крупных земельных владений, художественных ценностей. Частные страховые общества были объединены в Центральную рабочую страховую кассу. Была введена монополия внешней торговли, установлены минимум и максимум заработной платы, ограничена продолжительность рабочего дня.
23 марта была начата война с Чехословакией. 16 апреля румынские войска начали наступление в Трансильвании. В конце апреля румынские и чехословацкие войска соединились в Закарпатской Украине. В мае румынское наступление было остановлено, а к 11 июня удалось разбить чехословацкую армию и выйти к Карпатам, где 16 июня была провозглашена Словацкая Советская Республика.
Весной Советское правительство столкнулось с неожиданной проблемой в денежном обращении. Односторонние банкноты Австро-Венгерского банка образца 1918 года в 25 и 200 крон, называвшиеся «белыми деньгами», были выпущены как временные банкноты и содержали указание на то, что до 30 июня 1919 года они должны быть заменены на обычные банкноты («синие деньги»). Австро-Венгерский банк отказался снабжать правительство Советской республики «синими» купюрами. Стоимость «белых» денег на рынке вскоре упала в 2 раза по отношению к «синим», а затем крестьяне вообще стали отказываться их принимать. Советскому правительству пришлось срочно принимать меры по созданию национальной денежной системы. Временным эмиссионным банком Венгрии был объявлен Почтово-сберегательный банк. В июне 1919 года банк начал выпуск банкнот. Новыми банкнотами, пользовавшимися большим доверием, чем «белые деньги», предполагалось заменить в обращении все банкноты Австро-Венгерского банка, но быстрое изменение политической обстановки не позволило это сделать. В обращении продолжали использоваться и старые, и новые банкноты.
Вскоре венгерские войска оставили территорию Словакии. 20 июля было начато наступление в Трансильвании, однако оно было остановлено румынскими войсками, которые затем начали наступление на Будапешт. 1 августа Революционный правящий совет Советской республики ушёл в отставку, было создано новое правительство, которое возглавил Дьюла Пейдль. 3-4 августа румынские войска вступили в Будапешт, а 6 августа при помощи румынских войск правительство Пейдля было свергнуто, и к власти пришло временное правительство Иштвана Фридриха.

### Регентство Хорти

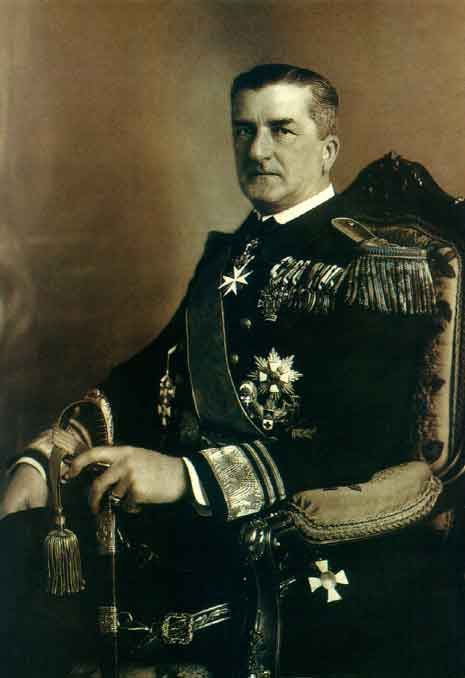
Миклош Хорти, регент Венгрии в 1920—1944 годах

После создания Советской республики Дьюла Каройи в Араде (в Трансильвании) попытался создать антисоветское правительство, но румынские войска вынудили его перебраться в Сегед, который стал центром борьбы с Советской республикой. В состав сегедского правительства в качестве военного министра вошёл Миклош Хорти. 15 ноября его войска вошли в Будапешт, который накануне оставила румынская армия. 25 января 1920 года были проведены выборы в Национальное собрание. 1 марта того же года Национальное собрание наделило Хорти полномочиями регента.
18 марта 1920 года было произведено штемпелевание банкнот Австро-Венгерского банка красным круглым штемпелем с надписью «MAGYARORSZÁG». Венгрия была одной из последних стран, прекративших использование австро-венгерской кроны, позже (в октябре 1920 года) штемпелевание банкнот было произведено только в Словакии. С этого времени законным платёжным средством в Венгрии являлись: банкноты Австро-Венгерского банка в 1 и 2 кроны (не штемпелевались), проштампованные банкноты Австро-Венгерского банка номиналом от 10 до 10 000 крон, выпущенные Советским правительством банкноты Почтово-сберегательного банка, австро-венгерские монеты.
Оборудование монетного двора в Кёрмёцбанья было перевезено в Будапешт, где в 1920 году была начата чеканка монет в филлерах. В ноябре того же года выпущены разменные билеты Почтово-сберегательного банка в филлерах. В том же месяце было начато изъятие из обращения банкнот Австро-Венгерского банка, первыми были изъяты «белые» купюры в 25 крон и купюры советского выпуска в 200 крон.
4 июня 1920 года был подписан Трианонский договор, юридически закреплявший отторжение от Венгрии уже фактически потерянных ей в 1918—1919 годах территорий. По условиям договора Венгрия лишилась 2/3 своей довоенной территории и населения, 88 % лесных ресурсов, 83 % производства чугуна и 67 % банковско-кредитной системы. Венгрия также обязана была выплачивать репарации, сумма которых в 1924 году была определена в 200 млн золотых крон, которые следовало уплатить в течение 1924—1943 годов. Финансы Венгрии по условиям договора контролировались Союзной контрольной комиссией, которая для гарантии выплаты репараций приняла в залог всё имущество и источники доходов Венгерского государства.
| Территория, утраченная Венгрией в соответствии с Трианонским договором                | Страна, которой отошла территория        | Обстоятельства утраты территории | Валюта, введённая на данной территории |
| ------------------------------------------------------------------------------------- | ---------------------------------------- | --- | --- |
| Трансильвания и восточная часть Баната                                                | Румыния                                  | 7 декабря 1918 года начат ввод румынских войск в Трансильванию, которая полностью была занята к концу года. Предпринятые в апреле-июле 1919 года попытки венгерских войск вернуть Трансильванию были отбиты. В декабре 1919 территории аннексированы Румынией.                                          | В декабре 1918 года начато использование румынского лея. В период с 10 июня по 28 августа 1919 года произведено штемпелевание банкнот Австро-Венгерского банка, которые находились в обращении параллельно с леем в соотношении 1 лей = 2 кроны. Изъятие банкнот в кронах начато 1 сентября 1920 года и проводилось до конца 1921 года. |
| Хорватия, Бачка и западная часть Баната                                               | Королевство сербов, хорватов и словенцев | 29 октября 1918 года провозглашено Государство словенцев, хорватов и сербов, объединившееся 1 декабря того же года с Сербией, образовано Королевство сербов, хорватов и словенцев. Все территории заняты сербскими и французскими войсками и отрядами местных органов власти.                           | В январе 1919 года произведено штемпелевание банкнот Австро-Венгерского банка. В 1919—1920 годах крона Королевства сербов, хорватов и словенцев обращалась в качестве параллельной валюты одновременно с динаром в соотношении 4 кроны = 1 динар, в 1920 году заменена на динар.                                                        |
| часть Мармароша, часть Угочи, часть Комарма, часть Нограда, часть Берега, Унг и Нитра | Чехословакия                             | 30 октября 1918 Словацкая народная рада принимает декларацию о вхождении в состав Чехословакии. В мае-июне 1919 года в результате успешного наступления войсками Венгерской Советской республики занята значительная часть Словакии, но в начале июля того же года венгерские войска покинули Словакию. | В октябре 1920 года произведена наклейка знаков соответствия на банкноты Австро-Венгерского банка, которые затем были обменены на чехословацкие кроны |
| Бургенланд                                                                            | Австрия                                  | Западная часть Бургенланда передана Австрии в конце 1921 года. Город Шопрон, по результатам прошедшего в декабре того же года референдума, остался в составе Венгрии | Австрийская крона |

9 мая 1921 года начат выпуск государственных денежных знаков (Államjegy). Первоначально они выпускались казначейством, а 11 июля 1921 года создан Королевский Венгерский государственный банк, получивший право эмиссии и начавший операции 1 августа того же года. Банкноты Почтово-сберегательного банка также продолжали оставаться законным средством платежа.
Правительство Венгрии предоставило значительные суммы дотационных кредитов частному сектору. Это создало значительную нагрузку на государственный бюджет и подстегнуло инфляцию. В период с марта 1923 по февраль 1924 среднемесячный темп инфляции составлял 46 %, максимальный месячный темп инфляции — 98 %. Цены за указанный период выросли в 44 раза.
Постепенно увеличивался номинал выпускавшихся денежных знаков. Наибольший номинал государственных денежных знаков, выпущенных в 1921 году, был, как и у банкнот Австро-Венгерского банка — 10 000 крон. В 1922 году была выпущена купюра в 25 000 крон. Выпущенные в 1923—1924 годах купюры были меньшего размера, чем банкноты 1921 года, при этом наименьший номинал банкнот нового выпуска составлял уже 100 крон. В июле 1923 выпущены 50 000 и 100 000 крон, в феврале 1924—500 000, в марте 1924 — 1 млн крон. Одновременно с выпуском новых банкнот продолжалось изъятие из обращения банкнот Австро-Венгерского банка и Почтово-сберегательного банка. С 1 октября 1925 года в обращении использовались только венгерские банкноты, выпущенные в период правления Хорти. До 31 декабря 1926 года законным платёжным средством являлись фактически не использовавшиеся в обращении австро-венгерские монеты: 1, 2 филлера, 1, 2, 5, 10, 20, 100 крон всех образцов, 10 и 20 филлеров образца 1914 года.
В 1924 году для стабилизации финансовой сферы правительство получило внешний «стабилизационный заём». 24 июня того же года в форме общества с ограниченной ответственностью создан новый центральный банк — Венгерский национальный банк. В 1925 году наступило оживление экономики, активно развивалась лёгкая промышленность, чему способствовали высокие протекционистские пошлины (до 25—50 % стоимости ввозимого товара). Прекратилось обесценение кроны, курс к доллару США стабилизировался на уровне: 1 доллар = 72 000 крон. Это позволило начать подготовку к проведению денежной реформы.
25 ноября 1925 года был принят закон о введении новой валюты — пенгё. В 1926 году из обращения были изъяты банкноты в кронах образца 1920 и 1922 года (кроме банкнот мелких номиналов — от 1 до 50 крон), в результате чего было ликвидировано многообразие видов находившихся в обращении банкнот одинаковых номиналов. В том же году начато производство новых монет и банкнот в пенгё.
С 1 января 1927 года пенгё был введён в обращение, обмен производился в соотношении: 12 500 крон = 1 пенгё. На банкноты номиналом от 1000 до 1 млн крон наносились надпечатки нового номинала (в пенгё или филлерах). Банкноты номиналом от 1 до 100 000 крон находились в обращении до 30 июня 1927 года, банкноты в 500 000 и 1 млн крон — до 30 июня 1928 года.

## Банкноты
| Банкноты | 1918                                                                                 | 1919                                                                                 | 1920                                                                                 | 1921                                                                                 | 1922                                                                                 | 1923                                                                                 | 1924                                                                                 | 1925                                                                                 | 1926                                                                                 | 1927                                                                                 | 1928                                                                                 |
| Австро-Венгерского банка (с 18.3.1920 — с надпечаткой, 1 и 2 кроны — без надпечатки)                              | Австро-Венгерского банка (с 18.3.1920 — с надпечаткой, 1 и 2 кроны — без надпечатки) | Австро-Венгерского банка (с 18.3.1920 — с надпечаткой, 1 и 2 кроны — без надпечатки) | Австро-Венгерского банка (с 18.3.1920 — с надпечаткой, 1 и 2 кроны — без надпечатки) | Австро-Венгерского банка (с 18.3.1920 — с надпечаткой, 1 и 2 кроны — без надпечатки) | Австро-Венгерского банка (с 18.3.1920 — с надпечаткой, 1 и 2 кроны — без надпечатки) | Австро-Венгерского банка (с 18.3.1920 — с надпечаткой, 1 и 2 кроны — без надпечатки) | Австро-Венгерского банка (с 18.3.1920 — с надпечаткой, 1 и 2 кроны — без надпечатки) | Австро-Венгерского банка (с 18.3.1920 — с надпечаткой, 1 и 2 кроны — без надпечатки) | Австро-Венгерского банка (с 18.3.1920 — с надпечаткой, 1 и 2 кроны — без надпечатки) | Австро-Венгерского банка (с 18.3.1920 — с надпечаткой, 1 и 2 кроны — без надпечатки) | Австро-Венгерского банка (с 18.3.1920 — с надпечаткой, 1 и 2 кроны — без надпечатки) |
| --- | ------------------------------------------------------------------------------------ | ------------------------------------------------------------------------------------ | ------------------------------------------------------------------------------------ | ------------------------------------------------------------------------------------ | ------------------------------------------------------------------------------------ | ------------------------------------------------------------------------------------ | ------------------------------------------------------------------------------------ | ------------------------------------------------------------------------------------ | ------------------------------------------------------------------------------------ | ------------------------------------------------------------------------------------ | ------------------------------------------------------------------------------------ |
| 1 крона | 21.12.1916—31.1.1924                                                                 | 21.12.1916—31.1.1924                                                                 | 21.12.1916—31.1.1924                                                                 | 21.12.1916—31.1.1924                                                                 | 21.12.1916—31.1.1924                                                                 | 21.12.1916—31.1.1924                                                                 | 21.12.1916—31.1.1924                                                                 |                                                                                      |                                                                                      |                                                                                      |                                                                                      |
| 2 кроны | 9.9.1917—31.1.1922                                                                   | 9.9.1917—31.1.1922                                                                   | 9.9.1917—31.1.1922                                                                   | 9.9.1917—31.1.1922                                                                   | 9.9.1917—31.1.1922                                                                   |                                                                                      |                                                                                      |                                                                                      |                                                                                      |                                                                                      |                                                                                      |
| 10 крон | 24.7.1916—31.1.1924                                                                  | 24.7.1916—31.1.1924                                                                  | 24.7.1916—31.1.1924                                                                  | 24.7.1916—31.1.1924                                                                  | 24.7.1916—31.1.1924                                                                  | 24.7.1916—31.1.1924                                                                  | 24.7.1916—31.1.1924                                                                  |                                                                                      |                                                                                      |                                                                                      |                                                                                      |
| 20 крон | 29.9.1913—31.1.1924                                                                  | 29.9.1913—31.1.1924                                                                  | 29.9.1913—31.1.1924                                                                  | 29.9.1913—31.1.1924                                                                  | 29.9.1913—31.1.1924                                                                  | 29.9.1913—31.1.1924                                                                  | 29.9.1913—31.1.1924                                                                  |                                                                                      |                                                                                      |                                                                                      |                                                                                      |
| 20 крон (II выпуск)                                                                                               | 28.10.1918—31.1.1924                                                                 | 28.10.1918—31.1.1924                                                                 | 28.10.1918—31.1.1924                                                                 | 28.10.1918—31.1.1924                                                                 | 28.10.1918—31.1.1924                                                                 | 28.10.1918—31.1.1924                                                                 | 28.10.1918—31.1.1924                                                                 |                                                                                      |                                                                                      |                                                                                      |                                                                                      |
| 25 крон | 30.10.1918—11.11.1920                                                                | 30.10.1918—11.11.1920                                                                | 30.10.1918—11.11.1920                                                                |                                                                                      |                                                                                      |                                                                                      |                                                                                      |                                                                                      |                                                                                      |                                                                                      |                                                                                      |
| 50 крон | 18.12.1916—31.1.1924                                                                 | 18.12.1916—31.1.1924                                                                 | 18.12.1916—31.1.1924                                                                 | 18.12.1916—31.1.1924                                                                 | 18.12.1916—31.1.1924                                                                 | 18.12.1916—31.1.1924                                                                 | 18.12.1916—31.1.1924                                                                 |                                                                                      |                                                                                      |                                                                                      |                                                                                      |
| 100 крон | 13.12.1912—30.9.1922                                                                 | 13.12.1912—30.9.1922                                                                 | 13.12.1912—30.9.1922                                                                 | 13.12.1912—30.9.1922                                                                 | 13.12.1912—30.9.1922                                                                 |                                                                                      |                                                                                      |                                                                                      |                                                                                      |                                                                                      |                                                                                      |
| 200 крон | 30.10.1918—30.9.1925                                                                 | 30.10.1918—30.9.1925                                                                 | 30.10.1918—30.9.1925                                                                 | 30.10.1918—30.9.1925                                                                 | 30.10.1918—30.9.1925                                                                 | 30.10.1918—30.9.1925                                                                 | 30.10.1918—30.9.1925                                                                 | 30.10.1918—30.9.1925                                                                 |                                                                                      |                                                                                      |                                                                                      |
| 1000 крон | 2.1.1903—31.8.1921                                                                   | 2.1.1903—31.8.1921                                                                   | 2.1.1903—31.8.1921                                                                   | 2.1.1903—31.8.1921                                                                   |                                                                                      |                                                                                      |                                                                                      |                                                                                      |                                                                                      |                                                                                      |                                                                                      |
| 10 000 крон | 19.12.1918—5.6.1921                                                                  | 19.12.1918—5.6.1921                                                                  | 19.12.1918—5.6.1921                                                                  | 19.12.1918—5.6.1921                                                                  |                                                                                      |                                                                                      |                                                                                      |                                                                                      |                                                                                      |                                                                                      |                                                                                      |
| Австро-Венгерского банка выпуска правительства Каройи (с 18.3.1920 — с надпечаткой)                               |                                                                                      |                                                                                      |                                                                                      |                                                                                      |                                                                                      |                                                                                      |                                                                                      |                                                                                      |                                                                                      |                                                                                      |                                                                                      |
| 200 крон | 7.11.1918—30.9.1925                                                                  | 7.11.1918—30.9.1925                                                                  | 7.11.1918—30.9.1925                                                                  | 7.11.1918—30.9.1925                                                                  | 7.11.1918—30.9.1925                                                                  | 7.11.1918—30.9.1925                                                                  | 7.11.1918—30.9.1925                                                                  | 7.11.1918—30.9.1925                                                                  |                                                                                      |                                                                                      |                                                                                      |
| Австро-Венгерского банка выпуска Советской республики (с 18.3.1920 — с надпечаткой, 1 и 2 кроны — без надпечатки) |                                                                                      |                                                                                      |                                                                                      |                                                                                      |                                                                                      |                                                                                      |                                                                                      |                                                                                      |                                                                                      |                                                                                      |                                                                                      |
| 1 крона |                                                                                      | 30.4.1919—14.3.1922                                                                  | 30.4.1919—14.3.1922                                                                  | 30.4.1919—14.3.1922                                                                  | 30.4.1919—14.3.1922                                                                  |                                                                                      |                                                                                      |                                                                                      |                                                                                      |                                                                                      |                                                                                      |
| 2 кроны |                                                                                      | 25.5.1919—31.12.1922                                                                 | 25.5.1919—31.12.1922                                                                 | 25.5.1919—31.12.1922                                                                 | 25.5.1919—31.12.1922                                                                 |                                                                                      |                                                                                      |                                                                                      |                                                                                      |                                                                                      |                                                                                      |
| 25 крон |                                                                                      | 25.4.1919—11.11.1920                                                                 | 25.4.1919—11.11.1920                                                                 |                                                                                      |                                                                                      |                                                                                      |                                                                                      |                                                                                      |                                                                                      |                                                                                      |                                                                                      |
| 200 крон |                                                                                      | 20.5.1919—11.11.1920                                                                 | 20.5.1919—11.11.1920                                                                 |                                                                                      |                                                                                      |                                                                                      |                                                                                      |                                                                                      |                                                                                      |                                                                                      |                                                                                      |
| Почтово-сберегательного банка выпуска Советской республики                                                        |                                                                                      |                                                                                      |                                                                                      |                                                                                      |                                                                                      |                                                                                      |                                                                                      |                                                                                      |                                                                                      |                                                                                      |                                                                                      |
| 5 крон |                                                                                      | 6.6.1919—28.1.1923                                                                   | 6.6.1919—28.1.1923                                                                   | 6.6.1919—28.1.1923                                                                   | 6.6.1919—28.1.1923                                                                   | 6.6.1919—28.1.1923                                                                   |                                                                                      |                                                                                      |                                                                                      |                                                                                      |                                                                                      |
| 10 крон |                                                                                      | 23.7.1919—28.1.1923                                                                  | 23.7.1919—28.1.1923                                                                  | 23.7.1919—28.1.1923                                                                  | 23.7.1919—28.1.1923                                                                  | 23.7.1919—28.1.1923                                                                  |                                                                                      |                                                                                      |                                                                                      |                                                                                      |                                                                                      |
| 10 крон (II выпуск)                                                                                               |                                                                                      | 14.9.1919—28.1.1923                                                                  | 14.9.1919—28.1.1923                                                                  | 14.9.1919—28.1.1923                                                                  | 14.9.1919—28.1.1923                                                                  | 14.9.1919—28.1.1923                                                                  |                                                                                      |                                                                                      |                                                                                      |                                                                                      |                                                                                      |
| 20 крон |                                                                                      | 23.7.1919—28.1.1923                                                                  | 23.7.1919—28.1.1923                                                                  | 23.7.1919—28.1.1923                                                                  | 23.7.1919—28.1.1923                                                                  | 23.7.1919—28.1.1923                                                                  |                                                                                      |                                                                                      |                                                                                      |                                                                                      |                                                                                      |
| 20 крон (II выпуск)                                                                                               |                                                                                      | 14.9.1919—28.1.1923                                                                  | 14.9.1919—28.1.1923                                                                  | 14.9.1919—28.1.1923                                                                  | 14.9.1919—28.1.1923                                                                  | 14.9.1919—28.1.1923                                                                  |                                                                                      |                                                                                      |                                                                                      |                                                                                      |                                                                                      |
| Почтово-сберегательного банка выпуска периода правления Хорти                                                     |                                                                                      |                                                                                      |                                                                                      |                                                                                      |                                                                                      |                                                                                      |                                                                                      |                                                                                      |                                                                                      |                                                                                      |                                                                                      |
| 20 филлеров |                                                                                      |                                                                                      | 22.11.1920—9.1.1924                                                                  | 22.11.1920—9.1.1924                                                                  | 22.11.1920—9.1.1924                                                                  | 22.11.1920—9.1.1924                                                                  | 22.11.1920—9.1.1924                                                                  |                                                                                      |                                                                                      |                                                                                      |                                                                                      |
| 50 филлеров |                                                                                      |                                                                                      | 14.12.1920—9.1.1924                                                                  | 14.12.1920—9.1.1924                                                                  | 14.12.1920—9.1.1924                                                                  | 14.12.1920—9.1.1924                                                                  | 14.12.1920—9.1.1924                                                                  |                                                                                      |                                                                                      |                                                                                      |                                                                                      |
| Государственные денежные знаки обр. 1920 и 1922 годов                                                             |                                                                                      |                                                                                      |                                                                                      |                                                                                      |                                                                                      |                                                                                      |                                                                                      |                                                                                      |                                                                                      |                                                                                      |                                                                                      |
| 1 крона |                                                                                      |                                                                                      |                                                                                      | 11.7.1921—30.6.1927                                                                  | 11.7.1921—30.6.1927                                                                  | 11.7.1921—30.6.1927                                                                  | 11.7.1921—30.6.1927                                                                  | 11.7.1921—30.6.1927                                                                  | 11.7.1921—30.6.1927                                                                  | 11.7.1921—30.6.1927                                                                  |                                                                                      |
| 2 кроны |                                                                                      |                                                                                      |                                                                                      | 11.7.1921—30.6.1927                                                                  | 11.7.1921—30.6.1927                                                                  | 11.7.1921—30.6.1927                                                                  | 11.7.1921—30.6.1927                                                                  | 11.7.1921—30.6.1927                                                                  | 11.7.1921—30.6.1927                                                                  | 11.7.1921—30.6.1927                                                                  |                                                                                      |
| 10 крон |                                                                                      |                                                                                      |                                                                                      | 11.7.1921—30.6.1927                                                                  | 11.7.1921—30.6.1927                                                                  | 11.7.1921—30.6.1927                                                                  | 11.7.1921—30.6.1927                                                                  | 11.7.1921—30.6.1927                                                                  | 11.7.1921—30.6.1927                                                                  | 11.7.1921—30.6.1927                                                                  |                                                                                      |
| 20 крон |                                                                                      |                                                                                      |                                                                                      | 11.7.1921—30.6.1927                                                                  | 11.7.1921—30.6.1927                                                                  | 11.7.1921—30.6.1927                                                                  | 11.7.1921—30.6.1927                                                                  | 11.7.1921—30.6.1927                                                                  | 11.7.1921—30.6.1927                                                                  | 11.7.1921—30.6.1927                                                                  |                                                                                      |
| 50 крон |                                                                                      |                                                                                      |                                                                                      | 11.7.1921—30.6.1927                                                                  | 11.7.1921—30.6.1927                                                                  | 11.7.1921—30.6.1927                                                                  | 11.7.1921—30.6.1927                                                                  | 11.7.1921—30.6.1927                                                                  | 11.7.1921—30.6.1927                                                                  | 11.7.1921—30.6.1927                                                                  |                                                                                      |
| 100 крон |                                                                                      |                                                                                      |                                                                                      | 9.5.1921—31.7.1926                                                                   | 9.5.1921—31.7.1926                                                                   | 9.5.1921—31.7.1926                                                                   | 9.5.1921—31.7.1926                                                                   | 9.5.1921—31.7.1926                                                                   | 9.5.1921—31.7.1926                                                                   |                                                                                      |                                                                                      |
| 500 крон |                                                                                      |                                                                                      |                                                                                      | 9.5.1921—31.7.1926                                                                   | 9.5.1921—31.7.1926                                                                   | 9.5.1921—31.7.1926                                                                   | 9.5.1921—31.7.1926                                                                   | 9.5.1921—31.7.1926                                                                   | 9.5.1921—31.7.1926                                                                   |                                                                                      |                                                                                      |
| 1000 крон |                                                                                      |                                                                                      |                                                                                      | 9.5.1921—31.7.1926                                                                   | 9.5.1921—31.7.1926                                                                   | 9.5.1921—31.7.1926                                                                   | 9.5.1921—31.7.1926                                                                   | 9.5.1921—31.7.1926                                                                   | 9.5.1921—31.7.1926                                                                   |                                                                                      |                                                                                      |
| 5000 крон |                                                                                      |                                                                                      |                                                                                      | 9.5.1921—31.7.1926                                                                   | 9.5.1921—31.7.1926                                                                   | 9.5.1921—31.7.1926                                                                   | 9.5.1921—31.7.1926                                                                   | 9.5.1921—31.7.1926                                                                   | 9.5.1921—31.7.1926                                                                   |                                                                                      |                                                                                      |
| 10 000 крон |                                                                                      |                                                                                      |                                                                                      | 9.5.1921—31.7.1926                                                                   | 9.5.1921—31.7.1926                                                                   | 9.5.1921—31.7.1926                                                                   | 9.5.1921—31.7.1926                                                                   | 9.5.1921—31.7.1926                                                                   | 9.5.1921—31.7.1926                                                                   |                                                                                      |                                                                                      |
| 25 000 крон |                                                                                      |                                                                                      |                                                                                      |                                                                                      | 6.9.1922—31.7.1926                                                                   | 6.9.1922—31.7.1926                                                                   | 6.9.1922—31.7.1926                                                                   | 6.9.1922—31.7.1926                                                                   | 6.9.1922—31.7.1926                                                                   |                                                                                      |                                                                                      |
| Государственные денежные знаки обр. 1923 года                                                                     |                                                                                      |                                                                                      |                                                                                      |                                                                                      |                                                                                      |                                                                                      |                                                                                      |                                                                                      |                                                                                      |                                                                                      |                                                                                      |
| 100 крон |                                                                                      |                                                                                      |                                                                                      |                                                                                      |                                                                                      |                                                                                      | 18.3.1924—30.6.1927                                                                  | 18.3.1924—30.6.1927                                                                  | 18.3.1924—30.6.1927                                                                  | 18.3.1924—30.6.1927                                                                  |                                                                                      |
| 500 крон |                                                                                      |                                                                                      |                                                                                      |                                                                                      |                                                                                      |                                                                                      | 20.6.1924—30.6.1927                                                                  | 20.6.1924—30.6.1927                                                                  | 20.6.1924—30.6.1927                                                                  | 20.6.1924—30.6.1927                                                                  |                                                                                      |
| 1000 крон |                                                                                      |                                                                                      |                                                                                      |                                                                                      |                                                                                      | 15.9.1923—30.6.1927                                                                  | 15.9.1923—30.6.1927                                                                  | 15.9.1923—30.6.1927                                                                  | 15.9.1923—30.6.1927                                                                  | 15.9.1923—30.6.1927                                                                  |                                                                                      |
| 5000 крон |                                                                                      |                                                                                      |                                                                                      |                                                                                      |                                                                                      |                                                                                      | 18.3.1924—30.6.1927                                                                  | 18.3.1924—30.6.1927                                                                  | 18.3.1924—30.6.1927                                                                  | 18.3.1924—30.6.1927                                                                  |                                                                                      |
| 10 000 крон |                                                                                      |                                                                                      |                                                                                      |                                                                                      |                                                                                      |                                                                                      | 18.3.1924—30.6.1927                                                                  | 18.3.1924—30.6.1927                                                                  | 18.3.1924—30.6.1927                                                                  | 18.3.1924—30.6.1927                                                                  |                                                                                      |
| 25 000 крон |                                                                                      |                                                                                      |                                                                                      |                                                                                      |                                                                                      |                                                                                      | 19.5.1924—30.6.1927                                                                  | 19.5.1924—30.6.1927                                                                  | 19.5.1924—30.6.1927                                                                  | 19.5.1924—30.6.1927                                                                  |                                                                                      |
| 50 000 крон |                                                                                      |                                                                                      |                                                                                      |                                                                                      |                                                                                      | 16.7.1923—30.6.1927                                                                  | 16.7.1923—30.6.1927                                                                  | 16.7.1923—30.6.1927                                                                  | 16.7.1923—30.6.1927                                                                  | 16.7.1923—30.6.1927                                                                  |                                                                                      |
| 100 000 крон |                                                                                      |                                                                                      |                                                                                      |                                                                                      |                                                                                      | 30.7.1923—30.6.1927                                                                  | 30.7.1923—30.6.1927                                                                  | 30.7.1923—30.6.1927                                                                  | 30.7.1923—30.6.1927                                                                  | 30.7.1923—30.6.1927                                                                  |                                                                                      |
| 500 000 крон |                                                                                      |                                                                                      |                                                                                      |                                                                                      |                                                                                      |                                                                                      | 23.2.1924—30.6.1928                                                                  | 23.2.1924—30.6.1928                                                                  | 23.2.1924—30.6.1928                                                                  | 23.2.1924—30.6.1928                                                                  | 23.2.1924—30.6.1928                                                                  |
| 1 000 000 крон |                                                                                      |                                                                                      |                                                                                      |                                                                                      |                                                                                      |                                                                                      | 31.3.1924—30.6.1928                                                                  | 31.3.1924—30.6.1928                                                                  | 31.3.1924—30.6.1928                                                                  | 31.3.1924—30.6.1928                                                                  | 31.3.1924—30.6.1928                                                                  |

### Банкноты Австро-Венгерского банка (1918—1919)
Правительством Каройи с 7 ноября 1918 по 8 февраля 1919 года выпускались односторонние банкноты Австро-Венгерского банка в 200 крон. На банкнотах, печатавшихся в Будапеште, указывалась серия «A» и номер меньше числа 2000.
Были подготовлены банкноты Австро-Венгерского банка в 200 крон, содержащие текст на аверсе только на венгерском языке. Рисунок банкноты выполнил Элек Фалуш. В обращение 16 ноября 1918 года было выпущено незначительное количество этих банкнот, дальнейший их выпуск был сразу же прекращён. Было изготовлено 450 000 шт. этих банкнот, однако сохранилось очень небольшое их количество, все — с перфорацией «MUSTER» («образец»).
Банкноты Австро-Венгерского банка, выпускавшиеся правительством Советской республики с апреля 1919 года, идентичны банкнотам Австро-Венгерского банка, отличаясь от них только нумерацией. Серии банкнот, выпущенных Советской республикой, начинались с чисел: 1 крона — 7000, 2 кроны — 7000, 25 крон — 3000, 200 крон — 2000.
| Изображение         | Изображение         | Номинал  | Размер       | Дата                   | Дата                                                               | Дата                                                               |
| Аверс               | Реверс              | Номинал  | Размер       | Указанная на банкнотах | Выпуска в обращение                                                | Изъятия из обращения                                               |
| ------------------- | ------------------- | -------- | ------------ | ---------------------- | ------------------------------------------------------------------ | ------------------------------------------------------------------ |
|                     |                     | 1 крона  | 112 × 67 мм  | 1 декабря 1916 г.      | 30 апреля 1919 г.                                                  | 14 марта 1922 г.                                                   |
|                     |                     | 2 кроны  | 123 × 83 мм  | 1 марта 1917 г.        | 25 мая 1919 г.                                                     | 31 декабря 1922 г.                                                 |
|                     |                     | 25 крон  | 135 × 80 мм  | 27 октября 1918 г.     | 25 апреля 1919 г.                                                  | 11 ноября 1920 г.                                                  |
|                     |                     | 200 крон | 167 × 99 мм  | 27 октября 1918 г.     | 20 мая 1919 г.                                                     | 11 ноября 1920 г.                                                  |
| Внешнее изображение | Внешнее изображение | 200 крон | 171 × 120 мм | 3 ноября 1918 г.       | В обращение выпущены единичные экземпляры, выпуск сразу же отменён | В обращение выпущены единичные экземпляры, выпуск сразу же отменён |

### Банкноты Почтово-сберегательного банка (1919)
В июне 1919 года начат выпуск банкнот Почтово-сберегательного банка в 5, 10 и 20 крон. Автор рисунка банкноты в 5 крон — Арнольд Гара, банкнот в 10, 20 и 100 крон — Ференц Хельбинг. Автор рисунка банкноты в 1000 крон неизвестен.
| Изображение         | Изображение         | Номинал   | Размер       | Дата                   | Дата                    | Дата                    |
| Аверс               | Реверс              | Номинал   | Размер       | Указанная на банкнотах | Выпуска в обращение     | Изъятия из обращения    |
| ------------------- | ------------------- | --------- | ------------ | ---------------------- | ----------------------- | ----------------------- |
|                     |                     | 5 крон    | 132 × 80 мм  | 15 мая 1919 г.         | 6 июня 1919 г.          | 28 января 1923 г.       |
| Внешнее изображение | Внешнее изображение | 5 крон    | 132 × 81 мм  | 9 августа 1919 г.      | Не выпущены в обращение | Не выпущены в обращение |
| Внешнее изображение | Внешнее изображение | 10 крон   | 140 × 88 мм  | 15 мая 1919 г.         | Не выпущены в обращение | Не выпущены в обращение |
| Внешнее изображение | Внешнее изображение | 10 крон   | 140 × 88 мм  | 15 июля 1919 г.        | 23 июля 1919 г.         | 28 января 1923 г.       |
|                     |                     | 10 крон   | 140 × 88 мм  | 9 августа 1919 г.      | 14 сентября 1919 г.     | 28 января 1923 г.       |
|                     |                     | 20 крон   | 145 × 90 мм  | 15 июля 1919 г.        | 23 июля 1919 г.         | 28 января 1923 г.       |
| Внешнее изображение | Внешнее изображение | 20 крон   | 145 × 90 мм  | 9 августа 1919 г.      | 14 сентября 1919 г.     | 28 января 1923 г.       |
|                     |                     | 100 крон  | 168 × 120 мм | 15 июля 1919 г.        | Не выпущены в обращение | Не выпущены в обращение |
|                     |                     | 1000 крон | 200 × 134 мм | 15 августа 1919 г.     | Не выпущены в обращение | Не выпущены в обращение |

### Проштампованные банкноты (1920)
18 марта 1920 года было произведено штемпелевание банкнот Австро-Венгерского банка номиналом от 10 до 10 000 крон. Банкноты в 1 и 2 кроны официально не штемпелевались, но известны проштампованные экземпляры банкнот в 2 кроны. Известны также проштампованные банкноты в 10 крон образца 1904 года, которые официально были изъяты из обращения 31 декабря 1918 года и не должны были штемпелеваться.
| Изображение         | Изображение | Номинал     | Размер       | Дата                   | Дата                                                                 | Дата                           |
| Аверс               | Реверс      | Номинал     | Размер       | Указанная на банкнотах | Выпуска в обращение банкнот данного образца Австро-Венгерским банком | Изъятия из обращения в Венгрии |
| ------------------- | ----------- | ----------- | ------------ | ---------------------- | -------------------------------------------------------------------- | ------------------------------ |
|                     |             | 1 крона     | 112 × 67     | 1 декабря 1916 г.      | 21 декабря 1916 г.                                                   | 31 января 1924 г.              |
|                     |             | 2 кроны     | 125 × 85     | 1 марта 1917 г.        | 9 июля 1917 г.                                                       | 31 января 1922 г.              |
|                     |             | 10 крон     | 150 × 79 мм  | 2 января 1915 г.       | 24 июля 1916 г.                                                      | 31 января 1924 г.              |
|                     |             | 20 крон     | 150 × 89 мм  | 2 января 1913 г.       | 29 сентября 1913 г. II-й выпуск — 28 октября 1918 г.                 | 31 января 1924 г.              |
|                     |             | 25 крон     | 135 × 80 мм  | 27 октября 1918 г.     | 30 октября 1918 г.                                                   | 11 ноября 1920 г.              |
|                     |             | 50 крон     | 162 × 100 мм | 2 января 1914 г.       | 18 декабря 1916 г.                                                   | 31 января 1924 г.              |
|                     |             | 100 крон    | 163 × 107 мм | 2 января 1912 г.       | 13 декабря 1912 г.                                                   | 30 сентября 1922 г.            |
| Внешнее изображение |             | 200 крон    | 168 × 100    | 27 октября 1918 г.     | 30 октября 1918 г.                                                   | 30 сентября 1925 г.            |
|                     |             | 1000 крон   | 191 × 127 мм | 2 января 1902 г.       | 2 января 1903 г.                                                     | 31 августа 1921 г.             |
|                     |             | 10 000 крон | 191 × 127 мм | 2 ноября 1918 г.       | 19 декабря 1918 г.                                                   | 5 июня 1921 г.                 |

### Разменные билеты Почтово-сберегательного банка (1920)
В ноябре-декабре 1920 года были выпущены в обращение разменные билеты Почтово-сберегательного банка с номиналом в филлерах. Рисунок билетов выполнил Ференц Хельбинг.
| Изображение         | Изображение         | Номинал     | Размер     | Дата                   | Дата                | Дата                 |
| Аверс               | Реверс              | Номинал     | Размер     | Указанная на банкнотах | Выпуска в обращение | Изъятия из обращения |
| ------------------- | ------------------- | ----------- | ---------- | ---------------------- | ------------------- | -------------------- |
| Внешнее изображение | Внешнее изображение | 20 филлеров | 87 × 56 мм | 2 октября 1920 г.      | 22 ноября 1920 г.   | 9 января 1924 г.     |
| Внешнее изображение | Внешнее изображение | 50 филлеров | 87 × 56 мм | 2 октября 1920 г.      | 14 декабря 1920 г.  | 9 января 1924 г.     |

### Государственные денежные знаки (1921—1925)
В мае 1921 года начат выпуск государственных денежных знаков (Államjegy). Рисунок всех банкнот образца 1920, 1922 и 1923 годов выполнил Ференц Хельбинг.
| Изображение         | Изображение       | Номинал           | Размер            | Изображение на аверсе                                              | Дата                   | Дата                    | Дата                    |
| Аверс               | Реверс            | Номинал           | Размер            | Изображение на аверсе                                              | Указанная на банкнотах | Выпуска в обращение     | Изъятия из обращения    |
| Образца 1920 года   | Образца 1920 года | Образца 1920 года | Образца 1920 года | Образца 1920 года                                                  | Образца 1920 года      | Образца 1920 года       |                         |
| ------------------- | ----------------- | ----------------- | ----------------- | ------------------------------------------------------------------ | ---------------------- | ----------------------- | ----------------------- |
|                     |                   | 1 крона           | 129 × 65 мм       | Женский портрет                                                    | 1 января 1920 г.       | 11 июля 1921 г.         | 30 июня 1927 г.         |
|                     |                   | 2 кроны           | 131 × 76 мм       | Косарь                                                             | 1 января 1920 г.       | 11 июля 1921 г.         | 30 июня 1927 г.         |
| Внешнее изображение |                   | 5 крон            | 128 × 78 мм       | Косарь, женщина с ребёнком                                         | 1 января 1920 г.       | Не выпущена в обращение | Не выпущена в обращение |
|                     |                   | 10 крон           | 135 × 79 мм       | Цепной мост Сеченьи                                                | 1 января 1920 г.       | 11 июля 1921 г.         | 30 июня 1927 г.         |
|                     |                   | 20 крон           | 143 × 84 мм       | Церковь Святого Матьяша, Рыбацкий бастион и памятник Яношу Хуньяди | 1 января 1920 г.       | 11 июля 1921 г.         | 30 июня 1927 г.         |
|                     |                   | 50 крон           | 150 × 95 мм       | Ференц II Ракоци                                                   | 1 января 1920 г.       | 11 июля 1921 г.         | 30 июня 1927 г.         |
|                     |                   | 100 крон          | 155 × 100 мм      | Матьяш I                                                           | 1 января 1920 г.       | 9 мая 1921 г.           | 31 июля 1926 г.         |
|                     |                   | 500 крон          | 170 × 110 мм      | Арпад                                                              | 1 января 1920 г.       | 9 мая 1921 г.           | 31 июля 1926 г.         |
|                     |                   | 1000 крон         | 193 × 125 мм      | Иштван I Святой                                                    | 1 января 1920 г.       | 9 мая 1921 г.           | 31 июля 1926 г.         |
|                     |                   | 5000 крон         | 205 × 135 мм      | Гунния                                                             | 1 января 1920 г.       | 9 мая 1921 г.           | 31 июля 1926 г.         |
|                     |                   | 10 000 крон       | 211 × 144 мм      | Patrona Hungariae (Богородица — покровительница Венгрии)           | 1 января 1920 г.       | 9 мая 1921 г.           | 31 июля 1926 г.         |
| Образца 1922 года   |                   |                   |                   |                                                                    |                        |                         |                         |
|                     |                   | 25 000 крон       | 213 × 147 мм      | Patrona Hungariae (Богородица — покровительница Венгрии)           | 15 августа 1922 г.     | 6 сентября 1922 г.      | 31 июля 1926 г.         |
| Образца 1923 года   |                   |                   |                   |                                                                    |                        |                         |                         |
|                     |                   | 100 крон          | 119 × 72 мм       | Матьяш I                                                           | 1 июля 1923 г.         | 18 марта 1924 г.        | 30 июня 1927 г.         |
|                     |                   | 500 крон          | 128 × 74 мм       | Арпад                                                              | 1 июля 1923 г.         | 20 июня 1924 г.         | 30 июня 1927 г.         |
|                     |                   | 1000 крон         | 136 × 78 мм       | Иштван I Святой                                                    | 1 июля 1923 г.         | 15 сентября 1923 г.     | 30 июня 1927 г.         |
|                     |                   | 5000 крон         | 139 × 83 мм       | Гунния                                                             | 1 июля 1923 г.         | 18 марта 1924 г.        | 30 июня 1927 г.         |
|                     |                   | 10 000 крон       | 145 × 88 мм       | Patrona Hungariae (Богородица — покровительница Венгрии)           | 1 июля 1923 г.         | 18 марта 1924 г.        | 30 июня 1927 г.         |
|                     |                   | 25 000 крон       | 145 × 98 мм       | Ласло I Святой                                                     | 1 июля 1923 г.         | 19 мая 1924 г.          | 30 июня 1927 г.         |
|                     |                   | 50 000 крон       | 165 × 105 мм      | Женский портрет                                                    | 1 мая 1923 г.          | 16 июля 1923 г.         | 30 июня 1927 г.         |
|                     |                   | 100 000 крон      | 165 × 105 мм      | Женский портрет                                                    | 1 мая 1923 г.          | 30 июля 1923 г.         | 30 июня 1927 г.         |
|                     |                   | 500 000 крон      | 185 × 85 мм       | Женский портрет                                                    | 1 июля 1923 г.         | 23 февраля 1924 г.      | 30 июня 1928 г.         |
|                     |                   | 1 000 000 крон    | 185 × 85 мм       | Женский портрет                                                    | 4 сентября 1923 г.     | 31 марта 1924 г.        | 30 июня 1928 г.         |

Государственные денежные знаки печатались в основном двумя изготовителями: Orell Füssli (Цюрих, Швейцария) и Magyar Pénzjegynyomda Rt. (Будапешт). Названия предприятия указывалось на аверсе купюр, в нижней части. Банкноты номиналом от 1 до 20 крон образца 1920 года печатались в Будапеште, без указания изготовителя.
На аверсе банкнот номиналом от 50 крон в левом нижнем углу также указывалось одно из буквенных обозначений: T.W., T WILLI или W.
| Обозначения на купюрах | Обозначения на купюрах                                                |
| ---------------------- | --------------------------------------------------------------------- |
|                        | ORELL FÜSSLI ZÜRICH (на 50 кронах образца 1920 года)                  |
|                        | Magyar Pénzjegynyomda Rt. Budapest. (на 100 кронах образца 1923 года) |
|                        | T. W. (на 100 кронах образца 1923 года)                               |

### Надпечатки в пенгё (1927—1928)
После введения пенгё на некоторые номиналы банкнот образца 1923 года путём надпечатки наносился новый номинал в пенгё или филлерах.
| 1000 крон 8 филлеров | 5000 крон 40 филлеров | 10 000 крон 80 филлеров | 25 000 крон 2 пенгё | 50 000 крон 4 пенгё | 100 000 крон 8 пенгё | 500 000 крон 40 пенгё | 1 000 000 крон 80 пенгё |
| -------------------- | --------------------- | ----------------------- | ------------------- | ------------------- | -------------------- | --------------------- | ----------------------- |
|                      |                       |                         |                     | Внешнее изображение |                      | Внешнее изображение   | Внешнее изображение     |

## Монеты
Монеты в 10 и 20 филлеров 1920—1922 годов чеканились в Будапеште по типу австро-венгерских монет образца 1914 года. Внешний вид и характеристики монет не изменялись, в том числе и обозначение монетного двора в Кремнице — KB.
| Аверс | Реверс | Номинал     | Диаметр, мм | Толщина, мм | Масса, г | Металл | Гурт      | Годы чеканки | Изъяты из обращения |
| ----- | ------ | ----------- | ----------- | ----------- | -------- | ------ | --------- | ------------ | ------------------- |
|       |        | 10 филлеров | 19          | 1,5         | 2,5      | Железо | ребристый | 1920         | 31 декабря 1926     |
|       |        | 20 филлеров | 21          | 1,5         | 3,33     | Железо | гладкий   | 1920—1922    | 31 декабря 1926     |

В 1920 году были изготовлены пробные экземпляры монетоподобных денежных знаков из картона номиналом в 50 филлеров, 1, 2 и 5 крон. На аверсе — изображение герба Венгрии, на реверсе — номинал.
| Изображение         | Номинал     | Диаметр, мм | Материал | Год изготовления |
| ------------------- | ----------- | ----------- | -------- | ---------------- |
| Внешнее изображение | 50 филлеров | 30          | Картон   | Не указан        |
| Внешнее изображение | 1 крона     | 35          | Картон   | Не указан        |
| Внешнее изображение | 2 кроны     | 40          | Картон   | Не указан        |
| Внешнее изображение | 5 крон      | 44          | Картон   | Не указан        |

В 1922 году частным монетным двором «Huguenin Freres» в Ле-Локле (Швейцария) из различных металлов и сплавов были изготовлены пробные монеты в 5 крон.
| Аверс | Реверс | Номинал | Диаметр, мм | Толщина, мм | Масса, г | Металл                                                                                | Гурт      | Годы чеканки |
| ----- | ------ | ------- | ----------- | ----------- | -------- | ------------------------------------------------------------------------------------- | --------- | ------------ |
|       |        | 5 крон  | 24          | 2           | 1,88     | Никель, медно-никелевый сплав, бронза, алюминиевая бронза, медь, латунь, томпак и др. | ребристый | 1922         |

## Курсы валют, индекс цен[30]
| Год  | Курс кроны на цюрихской бирже | Курс доллара США (в кронах) |
| ---- | ----------------------------- | --------------------------- |
| 1918 | 0,30                          | 11,83                       |
| 1920 | 0,0129                        | 383                         |
| 1922 | 0,0022                        | 2246                        |
| 1924 | 0,000575                      | 72 000                      |

| Год  | Индекс цен (по сравнению с июлем 1914) |
| ---- | -------------------------------------- |
| 1914 | 1                                      |
| 1918 | 2,3                                    |
| 1919 | 9,2                                    |
| 1920 | 48                                     |
| 1921 | 85                                     |
| 1922 | 280                                    |
| 1923 | 3500                                   |
| 1924 | 14 000                                 |

## Комментарии
1. ↑  Хольд — мера площади, равная 0,57 га[1]
2. ↑  Золотая крона — условная единица, равная довоенной австро-венгерской кроне (1 кг золота соответствовал 3280 кронам)[7]